# Новий Травник (громада)
Новий Травник (хорв. і босн. Opština Novi Travnik, серб. Општина Нови Травник) — боснійська громада, розташована в Середньобоснійському кантоні Федерації Боснії і Герцеговини. Адміністративним центром є місто Новий Травник.
| Боснія і Герцеговина | Це незавершена стаття з географії Боснії і Герцеговини. Ви можете допомогти проєкту, виправивши або дописавши її. |